# Telenet-Fidea/Saison 2010
Dieser Artikel listet Erfolge und Mannschaft des Radsportteams Telenet-Fidea in der Saison 2010 auf.

## Saison 2010

### Erfolge in der Continental Tour
| Datum      | Rennen                      | Kat. | Fahrer        |
| ---------- | --------------------------- | ---- | ------------- |
| 13. Mai    | 1. Etappe Flèche du Sud     | 2.2  | Kevin Pauwels |
| 17. Juni   | 4. Etappe Serbien-Rundfahrt | 2.2  | Kevin Pauwels |
| 31. August | Prolog Slowakei-Rundfahrt   | 2.2  | Zdeněk Štybar |

### Erfolge im Cyclocross 2009/2010
| Datum         | Rennen                                                               | Fahrer             |
| ------------- | -------------------------------------------------------------------- | ------------------ |
| 20. September | GP Neerpelt Wisseltrofee Eric Vanderaerden, Neerpelt (U23)           | Tom Meeusen        |
| 26. September | TOI TOI Cup, Stříbro                                                 | Zdeněk Štybar      |
| 28. September | TOI TOI Cup, Podbořany                                               | Zdeněk Štybar      |
| 4. Oktober    | UCI-Weltcup, Treviso (U23)                                           | Róbert Gavenda     |
| 25. Oktober   | GvA Trofee - Koppenbergcross, Oudenaarde (U23)                       | Róbert Gavenda     |
| 15. November  | Superprestige Gavere, Gavere (U23)                                   | Tom Meeusen        |
| 21. November  | GvA Trofee - Grote Prijs van Hasselt, Hasselt                        | Zdeněk Štybar      |
| 21. November  | GvA Trofee - Grote Prijs van Hasselt, Hasselt (U23)                  | Tom Meeusen        |
| 22. November  | Superprestige Hamme-Zogge, Hamme-Zogge                               | Zdeněk Štybar      |
| 22. November  | Superprestige Hamme-Zogge, Hamme-Zogge (U23)                         | Tom Meeusen        |
| 28. November  | UCI-Weltcup, Koksijde                                                | Zdeněk Štybar      |
| 29. November  | Internationale Nissan Super Prestige Cyclocross Gieten, Gieten (U23) | Tom Meeusen        |
| 6. Dezember   | UCI-Weltcup, Igorre                                                  | Zdeněk Štybar      |
| 12. Dezember  | GvA Trofee - Grote Prijs Rouwmoer, Essen (U23)                       | Tom Meeusen        |
| 13. Dezember  | Slowakische Meisterschaft                                            | Róbert Gavenda     |
| 26. Dezember  | UCI-Weltcup, Heusden-Zolder                                          | Kevin Pauwels      |
| 26. Dezember  | UCI-Weltcup, Heusden-Zolder (U23)                                    | Tom Meeusen        |
| 27. Dezember  | Superprestige Diegem, Diegem (U23)                                   | Tom Meeusen        |
| 29. Dezember  | GvA Trofee - Azencross, Wuustwezel (U23)                             | Tom Meeusen        |
| 1. Januar     | GvA Trofee - Grote Prijs Sven Nys, Baal (U23)                        | Tom Meeusen        |
| 3. Januar     | International Cyclo-Cross Tervuren, Tervuren                         | Zdeněk Štybar      |
| 9. Januar     | Tschechische Meisterschaft                                           | Zdeněk Štybar      |
| 9. Januar     | Niederländische Meisterschaft (U23)                                  | Corné van Kessel   |
| 10. Januar    | Polnische Meisterschaft (U23)                                        | Kacper Szczepaniak |
| 17. Januar    | National Trophy Round 6, Rutland                                     | Rob Peeters        |
| 17. Januar    | UCI-Weltcup, Roubaix                                                 | Zdeněk Štybar      |
| 17. Januar    | UCI-Weltcup, Roubaix (U23)                                           | Tom Meeusen        |
| 24. Januar    | Cyclo-Cross International de Lanarvily, Lanarvily                    | Rob Peeters        |
| 24. Januar    | UCI-Weltcup, Hoogerheide (U23)                                       | Kacper Szczepaniak |
| 13. Februar   | Grote Prijs de Eecloonaar, Eeklo                                     | Bart Wellens       |
| 14. Februar   | Superprestige Vorselaar, Vorselaar                                   | Zdeněk Štybar      |
| 14. Februar   | Superprestige Vorselaar, Vorselaar (U23)                             | Tom Meeusen        |
| 21. Februar   | GvA Trofee - Internationale Sluitingsprijs, Oostmalle                | Bart Wellens       |

### Zugänge - Abgänge
| Zugänge                  | Team 2009               | Abgänge                        | Team 2010     |
| ------------------------ | ----------------------- | ------------------------------ | ------------- |
| Rob Peeters              | Landbouwkrediet-Colnago | Steven Scevenels               | Unbekannt     |
| Kacper Szczepaniak       | Team Utensilnord        | Paweł Szczepaniak (bis 01.03.) | Unbekannt     |
| Paweł Szczepaniak        | Revor-Jartazi           | Quentin Bertholet (bis 31.07.) | Lotto-Bodysol |
| Micki van Empel          | Neoprofi                |                                |               |
| Arnaud Grand (ab 18.06.) | Neoprofi                |                                |               |

### Mannschaft
| Name                | Geburtstag        | Nationalität |
| ------------------- | ----------------- | ------------ |
| Vincent Baestaens   | 18. Juni 1989     | Belgien      |
| Petr Dlask          | 20. Oktober 1976  | Tschechien   |
| Micki van Empel     | 24. Juli 1990     | Niederlande  |
| Róbert Gavenda      | 15. Januar 1988   | Slowakei     |
| Arnaud Grand        | 28. August 1990   | Schweiz      |
| Karel Hník          | 9. August 1991    | Tschechien   |
| Corné van Kessel    | 7. August 1991    | Niederlande  |
| Tom Meeusen         | 7. November 1988  | Belgien      |
| Kevin Pauwels       | 12. April 1984    | Belgien      |
| Rob Peeters         | 2. Juli 1985      | Belgien      |
| Zdeněk Štybar       | 11. Dezember 1985 | Tschechien   |
| Kacper Szczepaniak  | 21. November 1990 | Polen        |
| Wouter Van Mechelen | 8. April 1981     | Belgien      |
| Bart Wellens        | 10. August 1978   | Belgien      |